# Rezonville-Vionville
Rezonville-Vionville is een fusiegemeente (commune nouvelle) in het Franse departement Moselle (57) in de regio Grand Est. De plaats maakt deel uit van het arrondissement Metz.

## Geschiedenis
Rezonville-Vionville is op 1 januari 2019 ontstaan door de fusie van de gemeenten Rezonville en Vionville. 

## Demografie
Onderstaande figuur toont het verloop van het inwonertal (bron: INSEE-tellingen).
Ancy-Dornot · Arry · Ars-sur-Moselle · Augny · Châtel-Saint-Germain · Coin-lès-Cuvry · Coin-sur-Seille · Corny-sur-Moselle · Cuvry · Féy · Gorze · Gravelotte · Jouy-aux-Arches · Jussy · Lessy · Lorry-lès-Metz · Lorry-Mardigny · Marieulles · Moulins-lès-Metz · Novéant-sur-Moselle · Pouilly · Pournoy-la-Chétive · Rezonville-Vionville · Rozérieulles · Sainte-Ruffine · Vaux · Vernéville
1. ↑  Populations de référence 2022.